# بطنج صنوبري
البطنج الصنوبري أو الستاكس الصنوبري (باللاتينية: Stachys pinetorum) نوع نباتي يتبع جنس البطنج من الفصيلة الشفوية.

## الموئل والانتشار
موطنه بلاد الشام وتركيا.